# Ли Сын Рёль
Ли Сын Рёль (кор. 이승렬?, 李昇烈?; 6 марта 1989, Пучхон, Кёнгидо, Республика Корея) — южнокорейский футболист, нападающий. Выступал в сборной Южной Кореи.

## Биография

### Клубная карьера
Занимался футболом в средней школе Сингаль на протяжении около двух лет. В 2008 году был выбран на драфте клубом «Сеул». Ли играет в клубе на позиции нападающего или как атакующий полузащитник. В сезоне 2008 «Сеул» занял 2-е место в чемпионате Республики Корея уступив только клубу «Сувон Самсунг Блюуингз», Ли Сын Рёль сыграл в этом сезоне 21 игру и забил 3 гола. После первого сезона он был назван лучшим новичком Кей-лиги. Ли стал раскрываться после отъезда лидеров «Сеула» — Ки Сон Ёна и Ли Чун Йона. В сезоне 2009 «Сеул» завоевал бронзовые награды Кей-лиги, а Ли сыграл 21 матч и забил 6 мячей. В этом же году «Сеул» дошёл до четвертьфинала Лиги чемпионов АФК, где уступил катарскому «Умм-Салаль». Ли в этом турнире провёл 7 матчей и забил 1 гол.
1 февраля 2012 года перешёл в команду чемпионата Японии «Гамба Осака».

### Карьера в сборной
Выступал за молодёжную сборную Южной Кореи разных возрастов, также играл и за олимпийскую сборную. Осенью 2009 года выступал на чемпионате мира среди молодёжных команд, куда его пригласил главный тренер Хон Мён Бо. Тогда Южная Корея дошла до четвертьфинала, где проиграла Гане (2:3). Сам Ли Сын Рёль провёл на турнире 4 матча.
В национальной сборной Южной Кореи дебютировал 9 января 2010 года в товарищеском матче против Замбии (4:2), Ли вышел на 80-й минуте вместо Но Бын Яуна. Ли попал в заявку Хо Джон Му на чемпионат мира 2010 в ЮАР, хотя в отборочном этапе он не участвовал.

## Достижения
- Серебряный призёр Кей-лиги (1): 2008
- Бронзовый призёр Кей-лиги (1): 2009
- Лучший новичок Кей-лиги (1): 2008